# Chico Bento, Oia a Onça!
Chico Bento, Oia a Onça! é um curta-metragem brasileiro de 1990, baseada na série de histórias em quadrinhos homônima de Maurício de Sousa.

## Sinopse
O pequeno caipira Chico Bento quer catar goiabas e convida Zé Lelé para ir junto. Quando eles chegam lá, Zé Lelé pede para que o avise para ver se tem uma onça. Mas ele fica repetindo "oia a onça", fazendo Chico se apavorar, e toda hora subir e descer, deixando-o enfurecido. Ele não ouve Zé Lelé.
Mas quando Chico Bento vê uma onça, ele quer ver se Zé Lelé foi comido. Zé Lelé deixa o caipira furioso, e começa a jogar goiabas nele.
No relançamento, há um clipe chamado Natal de Todos Nós, um extra da turma que inclui o natal das personagens. É uma das poucas fitas que contém o extra.

## Episódios
| Número | Título                    | Resumo |
| ------ | ------------------------- | --- |
| 01     | Chico Bento em Oia a Onça | O caipira Chico Bento e toda sua turminha estão juntos em "Chico Bento, Óia a Onça!", vivendo emocionantes e divertidas aventuras, trazendo de volta toda a alegria da vida no campo... Você vai adorar ver o Chico aprontando das suas - afinal, minino corajoso i valenti ta aí, né Chico? |
| 02     | O Causo do Burrico        | Chico Bento descobre que o seu burrico não é nada "burro". O bicho resolveu empacar, só para não levar a carga. A situação fica ainda mais complicada quando a Rosinha aparece na história!                                                                                                  |
| 03     | O Canto do Sabiá          | Chico Bento faz uma flauta, mas não consegue tocá-la bem. Em compensação, tem um sabiá no seu sítio que dá um show de canto! |
| 04     | O Causo das Formigas      | Chico Bento planta uma mudinha da sua fruta favorita, mas as formigas resolvem "almoçá-la". Tá armada a confusão! Chico Bento versus formigas! |
| 05     | Na Roça é Diferente       | O primo do Chico Bento vem da cidade para passar uns dias na roça e acaba descobrindo uma porção de coisas novas. Quer saber quais são? Então veja com os seus próprios olhos. Venha você também visitar o Chico Bento nesta historinha superengraçada!                                      |